# Loučeňské rybníčky
Loučeňské rybníčky este o arie protejată (arie specială de conservare — SAC, sit de importanță comunitară — SCI) din Republica Cehă întinsă pe o suprafață de 4,69 ha, integral pe uscat.

## Localizare
Centrul sitului Loučeňské rybníčky este situat la coordonatele 50°17′59″N 15°01′06″E / 50.299722°N 15.018333°E.

## Înființare
Situl Loučeňské rybníčky a fost declarat sit de importanță comunitară în noiembrie 2009 pentru a proteja un număr necunoscut de specii din flora spontană și fauna sălbatică aflate în arealul zonei. Situl a fost protejat și ca arie specială de conservare în iunie 2016.

## Biodiversitate
Situată în ecoregiunea continentală, aria protejată conține 2 habitate naturale: Ape puternic oligomezotrofe cu vegetație bentonică cu Chara spp., Mlaștini alcaline.
La baza desemnării sitului se află un număr nedeclarat de specii protejate.